# Nesselsdorf S

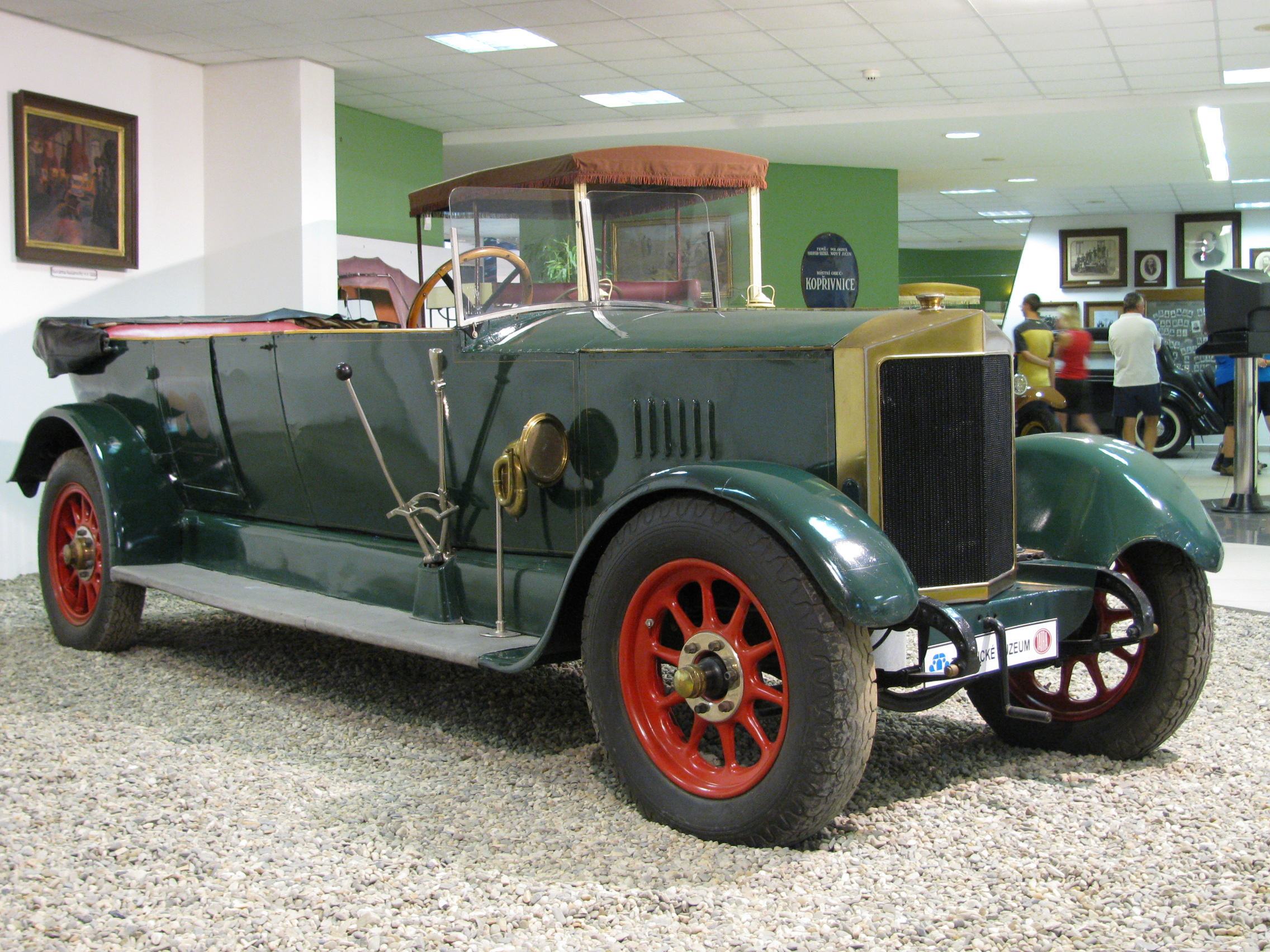
Nesselsdorf S

Der Nesselsdorf S 4 (16/20 HP) war ein Nachfolger des PKW-Typs D, den die Nesselsdorfer Wagenbau-Fabriks-Gesellschaft 1906 herausbrachte.
Das Fahrzeug hatte einen Vierzylinder-Reihenmotor mit 3306 cm³ Hubraum und 20 PS (15 kW) Leistung, der vorne unter der Motorhaube eingebaut war. Dieser neue Motor war von Hans Ledwinka entwickelt worden und hatte nach wie vor eine Magnetzündung, aber anstatt des Oberflächenvergasers einen Steigstromvergaser und eine obenliegende, königswellengetriebene Nockenwelle. Der 1600 kg schwere Wagen erreichte eine Höchstgeschwindigkeit von 80 km/h. Es gab unterschiedliche viersitzige Aufbauten, zum Beispiel Tourer, Landauer etc. 1910 entstand ein zweisitziger Sportwagen mit hinter den Sitzen liegendem Benzintank.
1910 entstand der Nesselsdorf S 4 (20/30 HP) mit gleicher Technik, jedoch auf 30 PS (22 kW) erstarktem Motor. Er verlieh dem Wagen eine Höchstgeschwindigkeit von 80–90 km/h. 1912 erschien ein zweisitziger Sportwagen mit Drahtspeichenrädern, ab 1914 hatten alle Modelle den modischen Spitzkühler. Dieser Typ wurde bis 1916 gefertigt. Ebenfalls 1910 erschien der Nesselsdorf S 6 (40/50 HP). Sein Sechszylinder-Reihenmotor war einfach durch Hinzufügen von zwei Zylindern an den Motor des Typen S 4 entstanden, hatte 4959 cm³ Hubraum und entwickelte eine Leistung von 50 PS (37 kW). Die viersitzigen Tourer und Limousinen erreichten eine Höchstgeschwindigkeit von 100–110 km/h. Der S 6 war der erste Wagen, der serienmäßig mit Vierradbremsen ausgerüstet wurde; diese setzten sich erst nach 1921 allgemein durch. Erstmals in der Firmengeschichte waren diese Wagen auf Wunsch außerdem mit elektrischer Beleuchtung und Anlasser zu ordern.
Nachfolger des S 4 war ab 1914 der Typ T, den S 6 ersetzte zur gleichen Zeit der Typ U.